# 土屋詩朗
土屋 詩朗（、1901年〈明治34年〉1月5日 - 没年不詳）は、日本の俳優である。本名は土屋 德四郎（）。旧芸名は土屋 四郎（読み同じ）、土屋 博敏（）。

## 来歴・人物
1901年（明治34年）1月5日、秋田県に生まれる。
1918年（大正7年）、正式な名称は不明だが、秋田県横手市の旧制中学校を卒業して東洋音楽学校（現在の東京音楽大学）に進学。声楽を学ぶ傍ら、中島六郎、樋口信平に師事してヴァイオリンを修業する。ところが、同年のシベリア出兵により、土屋は出征され、1年だけロシアに在住して間も無く帰国。その後、正式な名称は不明だが、土屋四郎という芸名で劇団に所属し、全国各地を巡業した。また、浅草オペラの舞台にも出演していたが、1924年（大正13年）12月、松竹蒲田撮影所へ入社。以後、主に脇役として多くの作品に出演した。1934年（昭和9年）に発行された『日本映画俳優名鑑 昭和九年版』によると、東京府東京市下谷区中根岸町に住み、身長は5尺7寸（約172.7センチメートル）、体重は17貫600匁（約66.0キログラム）、趣味は運動、演劇鑑賞である旨が記されている。
1930年（昭和5年）に公開された牛原虚彦監督映画『若者よなぜ泣くか』以降の出演作品が見当たらず、以後の消息は不明だが、『日本映画俳優名鑑 昭和九年版』によれば、現在に至るまで多数の作品に出演しているという旨が記されている。以後の活動・消息は明らかでないが、1942年（昭和17年）9月当時の「東宝映画俳優専属リスト」に本名の土屋徳四郎という名が記載されている為、同年前後に東宝に入社したと思われる。戦後も東宝の専属俳優としてジャンルを問わず多数の映画に出演。1960年代前半頃までは土屋博敏という名義で活動していた。土屋詩郎と表記される資料も存在するが、誤字であるかは不明である。
1970年以降、映画出演の記録がない。没年不詳。土屋の来歴について記載されている資料はほとんど存在しない。

## 出演作品

### 映画
- 武蔵野夫人（1951年）
- 四十八人目の男（1952年） - 小田部弥十郎
- 太平洋の鷲（1953年） - 参謀[要出典]
- プーサン（1953年） - 酒場の先生
- 君死に給うことなかれ（1954年） - 医師
- 透明人間（1954年） - 国会委員長[9]
- ゴジラシリーズ
  - ゴジラの逆襲（1955年） - 海洋漁業課長[出典 7]
  - キングコング対ゴジラ（1962年） - 漁師[1]
  - モスラ対ゴジラ（1964年） - 漁民F[出典 8]
- 男ありて（1955年）
- 新鞍馬天狗 夕立の武士（1955年） - 大日坊
- 夫婦善哉（1955年） - 関東煮の客
- 大暴れチャッチャ娘（1956年） - 蟹田村の村長
- 蜘蛛巣城（1957年） - 武将
- サラリーマン出世太閤記
  - サラリーマン出世太閤記（1957年） - 工場長
  - サラリーマン出世太閤記 課長一番槍（1959年） - 塩田頭取
- 「元禄忠臣蔵 大石最後の一日」より 琴の爪（1957年） - 原惣右衛門
- 危険な英雄（1957年） - 新聞配達所の主人
- 東北の神武たち（1957年） - 奥屋敷の父っさん
- 初恋物語（1957年） - 教師
- 結婚のすべて（1958年） - カクテルを教える男
- 変身人間シリーズ
  - 美女と液体人間（1958年） - 警視庁幹部[2][11]
  - 電送人間（1960年） - 園長[10]
- 暗黒街の顔役（1959年） - カジノバーの客
- 孫悟空（1959年） - 侍従
- 上役・下役・ご同役（1959年）
- コタンの口笛（1959年）
- 新・三等重役 旅と酒と女の巻（1960年） - 青山社長
- 花のセールスマン 背広三四郎（1960年）
- 社長シリーズ
  - サラリーマン忠臣蔵（1960年）
  - 社長千一夜（1967年） - 会社幹部
  - 続・社長千一夜（1967年） - 観光業界関係者
  - 続・社長えんま帖（1969年） - 深水
- ハワイ・ミッドウェイ大海空戦 太平洋の嵐（1960年） - 村会議員[12]
- 大坂城物語（1961年） - 堀田図書
- アワモリ君シリーズ
  - アワモリ君売出す（1961年） - 東都新聞社の代表
  - アワモリ君乾杯!（1961年） - 警察署長
- 世界大戦争（1961年） - 法務大臣[13]
- 無責任シリーズ
  - ニッポン無責任時代（1962年）
  - ニッポン無責任野郎（1962年）
- どぶ鼠作戦（1962年） - 高給参謀
- 日本一の若大将（1962年） - 大東実業の重役B
- 海底軍艦（1963年） - 老士官[1]
- クレージー作戦シリーズ
  - 香港クレージー作戦（1963年） - 「元の味」社長
  - クレージー大作戦（1966年） - デパート支配人
- クレージー映画（時代劇）
  - ホラ吹き太閤記（1964年）
  - 花のお江戸の無責任（1964年） - 伯父
- けものみち（1965年） - 高路面公団幹部
- フランケンシュタインの怪獣 サンダ対ガイラ（1966年） - 陸上自衛隊幕僚長[14][4]
- 沈丁花（1966年、東宝)
- 殺人狂時代（1967年） - 羽織袴の狂人[2]

### テレビドラマ
- 青春とはなんだ 第7話「暴力追放」（1965年） - 先生[注釈 2]
- ウルトラシリーズ
  - ウルトラQ 第3話「宇宙からの贈りもの」（1966年） - 山下（宇宙開発局）[注釈 2]
  - ウルトラマン 第18話「遊星から来た兄弟」（1966年） - 警察長官